# Павлюк Володимир Васильович
Володи́мир Васи́льович Павлю́к (4 листопада 1958 c. Дашківці, Віньковецький район, Хмельницька область) — доктор хімічних наук, заслужений професор Львівського національного Університету імені Івана Франка, лауреат Державної премії України в галузі науки і техніки.

## Життєпис
Народився 4 листопада 1958 року у Дашківці на Хмельниччині. З 1979 до 1984 навчався на хімічному факультеті Львівського національного університету імені Івана Франка. Після закінчення з відзнакою університету почав займатися науковою роботою. З 1986 року навчався в аспірантурі, у 1989 році захистив кандидатську дисертацію. Після захисту кандидатської дисертації працював на посаді наукового співробітника, а згодом старшим науковим співробітником науково-дослідної частини університету. У 1990—1993 рр. — докторант кафедри неорганічної хімії. Доктор хімічних наук з 1993 року. У 1993—1997 рр. працював на посаді доцента, а з 1997 року — професор кафедри неорганічної хімії. Вчене звання професора кафедри неорганічної хімії присвоєно у 1999 році.
Основна область наукових інтересів охоплює дослідження літійвмісних, магнійвмісних та цинквмісних металічних систем. Ці дослідження направлені на пошук нових електродних матеріалів для літієвих та металогідридних джерел електричної енергії, а також як перспективних матеріалів для накопичувачів водню. В досліджених металічних системах виявлено понад 600 інтерметалічних сполук, серед яких 70 нових структурних типів. В результаті комплексних досліджень встановлені основні кристалохімічні особливості літію та виявлені взаємозв'язки між структурними та електрохімічними характеристиками.
Результати досліджень опубліковані у двох монографіях (одна із них у двох томах) та 360 наукових публікаціях. Одержано патент України на винахід. Автор двох навчальних посібників для студентів. Науковий керівник 16 кандидатських дисертацій.
Проходив наукові стажування в університетах Німеччини (Технічний університет у м. Клаустхаль, Дармштадтський технічний університет, Інститут твердого тіла та досліджень матеріалів імені Лейбніца у Дрездені, Технічний Інститут в Карлсруе), Австрії (Віденський технічний університет) та Польщі (Академія Яна Длугоша у м. Ченстохова). Здійснював наукове керівництво трьома міжнародними проектами.
У 2008 році став лауреатом Державної премії України в галузі науки і техніки.
Був членом експертної ради Державної Акредитаційної Комісії України, також є членом спеціалізованої вченої ради у Львівському національному університеті імені Івана Франка та членом Вченої ради хімічного факультету.
Є членом міжнародної та української спілки кристалографів та Наукового товариства ім. Т. Г. Шевченка, редколегії міжнародного наукового журналу «Chemistry of Metals and Alloys».
Був членом оргкомітетів українських та міжнародних конференцій.
Був нагороджений грамотою Міністерства освіти України та Міністерства оборони за активну участь у ліквідації наслідків аварії на Чорнобильській АЕС у 1986 році.